# 루바브
루바브(영어: rhubarb)는 마디풀과의 여러해살이풀이다. 시베리아가 원산으로 전 세계에 분포한다.

## 생태
뿌리는 굵으며 황색이다. 줄기는 거칠며 크고 가운데가 비며 곧게 선다. 가지는 갈라지고 잎은 넓으며, 근생엽(根生葉)은 모여나고, 긴 잎자루는 홍색을 띠게 되고 달걀모양으로 잎면이 깊은 심장형이며 끝이 날카로워진다. 꽃은 황백색의 겹총상꽃차례로 7~8월에 피고, 가지와 원줄기 끝에 원추꽃차례를 이루며, 작은 꽃이 여러 개 작은 꽃자루로 꽃대 위에 돌려난다. 꽃잎은 없고 꽃받침은 6개로 갈라지며 수술은 9개, 암술대는 3개이다.

## 쓰임새
6~10년생인 뿌리줄기의 껍질을 벗겨 말린 것을 완하제와 건위제의 생약으로 이용하며, 어린잎은 식용한다.

## 같이 보기
- 대황(Rheum undulatum)
- 장군풀(Rheum coreanum)

1. ↑  National Academies of Sciences, Engineering, and Medicine; Health and Medicine Division; Food and Nutrition Board; Committee to Review the Dietary Reference Intakes for Sodium and Potassium (2019). 〈Chapter 4: Potassium: Dietary Reference Intakes for Adequacy〉.   Oria, Maria; Harrison, Meghan; Stallings, Virginia A. 《Dietary Reference Intakes for Sodium and Potassium》. The National Academies Collection: Reports funded by National Institutes of Health. Washington, DC: National Academies Press (US). 120–121쪽. doi:10.17226/25353. ISBN 978-0-309-48834-1. PMID 30844154. 2024년 12월 5일에 확인함.
2. ↑  United States Food and Drug Administration (2024). “Daily Value on the Nutrition and Supplement Facts Labels”. 《FDA》. 2024년 3월 27일에 원본 문서에서 보존된 문서. 2024년 3월 28일에 확인함.